# سرشماری ۲۰۰۰ ایالات متحده آمریکا
سرشماری ۲۰۰۰ ایالات متحده آمریکا بیست و دومین دوره، از دوره‌های ۱۰ ساله سرشماری در ایالات متحده آمریکا بود. این سرشماری در ۱ آوریل ۲۰۰۰ برگزار شد.

## رتبه‌بندی بر حسب ایالت
| رتبه | ایالت               | جمعیت در سرشماری سال ۱۹۹۰ | جمعیت در سرشماری سال ۲۰۰۰ | تغییرات    | درصد تغییر |
| ---- | ------------------- | ------------------------- | ------------------------- | ---------- | ---------- |
| ۱    | کالیفرنیا           | ۲۹٬۷۶۰٬۰۲۱                | ۳۳٬۸۷۱٬۶۴۸                | ۴٬۱۱۱٬۶۲۷  | ۱۳٫۸٪      |
| ۲    | تگزاس               | ۱۶٬۹۸۶٬۵۱۰                | ۲۰٬۸۵۱٬۸۲۰                | ۳٬۸۶۵٬۵۱۰  | ۲۲٫۸٪      |
| ۳    | نیویورک (ایالت)     | ۱۷٬۹۹۰٬۴۵۵                | ۱۸٬۹۷۶٬۴۵۷                | ۹۸۶٬۰۰۲    | ۵٫۵٪       |
| ۴    | فلوریدا             | ۱۲٬۹۳۷٬۹۲۶                | ۱۵٬۹۸۲٬۳۷۸                | ۳٬۰۴۴٬۴۵۲  | ۲۳٫۵٪      |
| ۵    | ایلینوی             | ۱۱٬۴۳۰٬۶۰۲                | ۱۲٬۴۱۹٬۲۹۳                | ۹۸۸۶۹۱     | ۸٫۶٪       |
| ۶    | پنسیلوانیا          | ۱۱٬۸۸۱٬۶۴۳                | ۱۲٬۲۸۱٬۰۵۴                | ۳۹۹٬۴۱۱    | ۳٫۴٪       |
| ۷    | اوهایو              | ۱۰٬۸۴۷٬۱۱۵                | ۱۱٬۳۵۳٬۱۴۰                | ۵۰۶٬۰۲۵    | ۴٫۷٪       |
| ۸    | میشیگان             | ۹٬۲۹۵٬۲۹۷                 | ۹٬۹۳۸٬۴۴۴                 | ۶۴۳٬۱۴۷    | ۶٫۹٪       |
| ۹    | نیوجرسی             | ۷٬۷۳۰٬۱۸۸                 | ۸٬۴۱۴٬۳۵۰                 | ۶۸۴٬۱۶۲    | ۸٫۹٪       |
| ۱۰   | جورجیا              | ۶٬۴۷۸٬۲۱۶                 | ۸٬۱۸۶٬۴۵۳                 | ۱٬۷۰۸٬۲۳۷  | ۲۶٫۴٪      |
| ۱۱   | کارولینای شمالی     | ۶٬۶۲۸٬۶۳۷                 | ۸٬۰۴۹٬۳۱۳                 | ۱٬۴۲۰٬۶۷۶  | ۲۱٫۴٪      |
| ۱۲   | ویرجینیا            | ۶٬۱۸۷٬۳۵۸                 | ۷٬۰۷۸٬۵۱۵                 | ۸۹۱٬۱۵۷    | ۱۴٫۴٪      |
| ۱۳   | ماساچوست            | ۶٬۰۱۶٬۴۲۵                 | ۶٬۳۴۹٬۰۹۷                 | ۳۳۲٬۶۷۲    | ۵٫۵٪       |
| ۱۴   | ایندیانا            | ۵٬۵۴۴٬۱۵۹                 | ۶٬۰۸۰٬۴۸۵                 | ۵۳۶٬۳۲۶    | ۹٫۷٪       |
| ۱۵   | واشینگتن (ایالت)    | ۴٬۸۶۶٬۶۹۲                 | ۵٬۸۹۴٬۱۲۱                 | ۱٬۰۲۷٬۴۲۹  | ۲۱٫۱٪      |
| ۱۶   | تنسی                | ۴٬۸۷۷٬۱۸۵                 | ۵٬۶۸۹٬۲۸۳                 | ۸۱۲٬۰۹۸    | ۱۶٫۷٪      |
| ۱۷   | میزوری              | ۵٬۱۱۷٬۰۷۳                 | ۵٬۵۹۵٬۲۱۱                 | ۴۷۸٬۱۳۸    | ۹٫۳٪       |
| ۱۸   | ویسکانسین           | ۴٬۸۹۱٬۷۶۹                 | ۵٬۳۶۳٬۶۷۵                 | ۴۷۱٬۹۰۶    | ۹٫۶٪       |
| ۱۹   | مریلند              | ۴٬۷۸۱٬۴۶۸                 | ۵٬۲۹۶٬۴۸۶                 | ۵۱۵٬۰۱۸    | ۱۰٫۸٪      |
| ۲۰   | آریزونا             | ۳٬۶۶۵٬۲۲۸                 | ۵٬۱۳۰٬۶۳۲                 | ۱٬۴۶۵٬۴۰۴  | ۴۰٫۰٪      |
| ۲۱   | مینه‌سوتا            | ۴٬۳۷۵٬۰۹۹                 | ۴٬۹۱۹٬۴۷۹                 | ۵۴۴٬۳۸۰    | ۱۲٫۴٪      |
| ۲۲   | لوئیزیانا           | ۴٬۲۱۹٬۹۷۳                 | ۴٬۴۶۸٬۹۷۶                 | ۲۴۹٬۰۰۳    | ۵٫۹٪       |
| ۲۳   | آلاباما             | ۴٬۰۴۰٬۵۸۷                 | ۴٬۴۴۷٬۱۰۰                 | ۴۰۶٬۵۱۳    | ۱۰٫۱٪      |
| ۲۴   | کلرادو              | ۳٬۲۹۴٬۳۹۴                 | ۴٬۳۰۱٬۲۶۱                 | ۱٬۰۰۶٬۸۶۷  | ۳۰٫۶٪      |
| ۲۵   | کنتاکی              | ۳٬۶۸۵٬۲۹۶                 | ۴٬۰۴۱٬۷۶۹                 | ۳۵۶٬۴۷۳    | ۹٫۷٪       |
| ۲۶   | کارولینای جنوبی     | ۳٬۴۸۶٬۷۰۳                 | ۴٬۰۱۲٬۰۱۲                 | ۵۲۵٬۳۰۹    | ۱۵٫۱٪      |
| ۲۷   | اکلاهما             | ۳٬۱۴۵٬۵۸۵                 | ۳٬۴۵۰٬۶۵۴                 | ۳۰۵٬۰۶۹    | ۹٫۷٪       |
| ۲۸   | اورگن               | ۲٬۸۴۲٬۳۲۱                 | ۳٬۴۲۱٬۳۹۹                 | ۵۷۹٬۰۷۸    | ۲۰٫۴٪      |
| ۲۹   | کنتیکت              | ۳٬۲۸۷٬۱۱۶                 | ۳٬۴۰۵٬۵۶۵                 | ۱۱۸٬۴۴۹    | ۳٫۶٪       |
| ۳۰   | آیووا               | ۲٬۷۷۶٬۷۵۵                 | ۲٬۹۲۶٬۳۲۴                 | ۱۴۹٬۵۶۹    | ۵٫۴٪       |
| ۳۱   | میسیسیپی (ایالت)    | ۲٬۵۷۳٬۲۱۶                 | ۲٬۸۴۴٬۶۵۸                 | ۲۷۱٬۴۴۲    | ۱۰٫۵٪      |
| ۳۲   | کانزاس              | ۲٬۴۷۷٬۵۷۴                 | ۲٬۶۸۸٬۴۱۸                 | ۲۱۰٬۸۴۴    | ۸٫۵٪       |
| ۳۳   | آرکانزاس            | ۲٬۳۵۰٬۷۲۵                 | ۲٬۶۷۳٬۴۰۰                 | ۳۲۲٬۶۷۵    | ۱۳٫۷٪      |
| ۳۴   | یوتا                | ۱٬۷۲۲٬۸۵۰                 | ۲٬۲۳۳٬۱۶۹                 | ۵۱۰٬۳۱۹    | ۲۹٫۶٪      |
| ۳۵   | نوادا               | ۱٬۲۰۱٬۸۳۳                 | ۱٬۹۹۸٬۲۵۷                 | ۷۹۶٬۴۲۴    | ۶۶٫۳٪      |
| ۳۶   | نیومکزیکو           | ۱٬۵۱۵٬۰۶۹                 | ۱٬۸۱۹٬۰۴۶                 | ۳۰۳٬۹۷۷    | ۲۰٫۱٪      |
| ۳۷   | ویرجینیای غربی      | ۱٬۷۹۳٬۴۷۷                 | ۱٬۸۰۸٬۳۴۴                 | ۱۴٬۸۶۷     | ۰٫۸٪       |
| ۳۸   | نبراسکا             | ۱٬۵۷۸٬۳۸۵                 | ۱٬۷۱۱٬۲۶۳                 | ۱۳۲٬۸۷۸    | ۸٫۴٪       |
| ۳۹   | آیداهو              | ۱٬۰۰۶٬۷۴۹                 | ۱٬۲۹۳٬۹۵۳                 | ۲۸۷٬۲۰۴    | ۲۸٫۵٪      |
| ۴۰   | مین (ایالت)         | ۱٬۲۲۷٬۹۲۸                 | ۱٬۲۷۴٬۹۲۳                 | ۴۶٬۹۹۵     | ۳٫۸٪       |
| ۴۱   | نیوهمپشر            | ۱٬۱۰۹٬۲۵۲                 | ۱٬۲۳۵٬۷۸۶                 | ۱۲۶٬۵۳۴    | ۱۱٫۴٪      |
| ۴۲   | هاوایی              | ۱٬۱۰۸٬۲۲۹                 | ۱٬۲۱۱٬۵۳۷                 | ۱۰۳٬۳۰۸    | ۹٫۳٪       |
| ۴۳   | رود آیلند           | ۱٬۰۰۳٬۴۶۴                 | ۱٬۰۴۸٬۳۱۹                 | ۴۴٬۸۵۵     | ۴٫۵٪       |
| ۴۴   | مونتانا             | ۷۹۹٬۰۶۵                   | ۹۰۲٬۱۹۵                   | ۱۰۳٬۱۳۰    | ۱۲٫۹٪      |
| ۴۵   | دلاویر              | ۶۶۶٬۱۶۸                   | ۷۸۳٬۶۰۰                   | ۱۱۷٬۴۳۲    | ۱۷٫۶٪      |
| ۴۶   | داکوتای جنوبی       | ۶۹۶٬۰۰۴                   | ۷۵۴٬۸۴۴                   | ۵۸٬۸۴۰     | ۸٫۵٪       |
| ۴۷   | داکوتای شمالی       | ۶۳۸٬۸۰۰                   | ۶۴۲٬۲۰۰                   | ۳٬۴۰۰      | ۰٫۵٪       |
| ۴۸   | آلاسکا              | ۵۵۰٬۰۴۳                   | ۶۲۶٬۹۳۲                   | ۷۶٬۸۸۹     | ۱۴٫۰٪      |
| ۴۹   | ورمانت              | ۵۶۲٬۷۵۸                   | ۶۰۸٬۸۲۷                   | ۴۶٬۰۶۹     | ۸٫۲٪       |
| —    | واشینگتن دی.سی.     | ۶۰۶٬۹۰۰                   | ۵۷۲٬۰۵۹                   | -۳۴٬۸۴۱    | -۵٫۷٪      |
| ۵۰   | وایومینگ            | ۴۵۳٬۵۸۸                   | ۴۹۳٬۷۸۲                   | ۴۰٬۱۹۴     | ۸٫۹٪       |
|      | ایالات متحده آمریکا | ۲۴۸٬۷۰۹٬۸۷۳               | ۲۸۱٬۴۲۱٬۹۰۶               | ۳۲٬۷۱۲٬۰۳۳ | ۱۳٫۲٪      |